# Reinhard Hohlfeld
Reinhard Hohlfeld (* 26. Februar 1953 in Berlin) ist ein deutscher Neurologe und Neuroimmunologe und emeritierter Direktor des Instituts für Klinische Neuroimmunologie an der Ludwig-Maximilians-Universität (LMU) München.

## Leben
Nach dem Abitur 1971 in Köln erhielt Hohlfeld ein Stipendium der Studienstiftung des deutschen Volkes und begann mit dem Studium der Physik, wechselte jedoch nach zwei Semestern zur Medizin. Er studierte an den Universitäten Köln, London und Homburg/Saar, wo er 1979 promovierte. Nach der Promotion arbeitete er als Post-Doktorand am Max-Planck-Institut für Immunbiologie in Freiburg. Ab 1981 folgte die Facharztausbildung an der Neurologischen Universitätsklinik Düsseldorf, 1987 Habilitation im Fach Neurologie. Im selben Jahr erhielt er ein Heisenberg-Stipendium der Deutschen Forschungsgemeinschaft (DFG) und ging für einen zweijährigen Forschungsaufenthalt an das Neuromuscular Research Laboratory der Mayo Clinic in Rochester, Minnesota, USA. Zurück in Deutschland erhielt er 1990 eine Professur für Neurologie, die in Kooperation zwischen der Ludwig-Maximilians-Universität München (LMU) und der Max-Planck-Gesellschaft eingerichtet wurde. 1999 wurde Hohlfeld Direktor des Instituts für Klinische Neuroimmunologie im Klinikum Großhadern, das im Rahmen des Programms „Neurowissenschaft in der Klinik“ der Hermann und Lilly Schilling-Stiftung für Medizinische Forschung gegründet wurde. Reinhard Hohlfeld ist Auswärtiges Wissenschaftliches Mitglied des Max-Planck Instituts für Biologische Intelligenz.
In den Jahren 1994 und 2004 nahm Hohlfeld eine Gastprofessur an der Universität Ferrara in Italien wahr, 1999 war er Jacobson Visiting Professor an der Newcastle University. Von 2001 bis 2011 war er Sprecher des an der LMU angesiedelten DFG-Sonderforschungsbereichs (SFB) 571 „Autoimmunreaktionen: Von den Manifestationen über die Mechanismen zur Therapie“ und von 2012 bis 2018 Mitglied im Vorstand des Transregional Collaborative Research Center (CRC Transregio) 128 „Initiating/effector versus regulatory mechanisms in Multiple Sclerosis“. Ab 2012 war er Vorstandsmitglied des Munich Cluster for Systems Neurology (SyNergy), dem er auch nach seiner 2017 erfolgten Emeritierung von der LMU weiterhin als Associate Investigator angehört.
Hohlfeld interessierte sich bereits während seiner Schulzeit, die er zum Teil in einem Internat verbrachte, für Zauberkunst. Als 15-Jähriger korrespondierte er, angeregt durch das Sachbuch „Wunderwelt Magie“ Jochen Zmecks, mit dem Freiburger Parapsychologen Hans Bender und konfrontierte diesen mit der Kritik Zmecks an Aberglauben, Hellseherei und Spiritismus. Seit 2020 gehört Hohlfeld dem Magischen Zirkel von Deutschland an. Er veröffentlicht auch Beiträge zum Thema Zauberkunst, wobei der Fokus auf die Schnittstellen zwischen Zauberkunst und Neurowissenschaft gerichtet ist.

## Wissenschaftliche Schwerpunkte
Die Erforschung der Immunpathogenese und Therapie der Multiplen Sklerose und anderer entzündlicher Erkrankungen des Nervensystems stehen im Zentrum der wissenschaftlichen Arbeiten Reinhard Hohlfelds. Er befasst sich mit neuroimmunologischen Krankheitsmechanismen und der Identifizierung von Molekülen, die als Biomarker für Prognose, Behandlungserfolg und Behandlungsrisiken bei Multipler Sklerose dienen können. Die Arbeit Hohlfelds und seines Teams führte zu einer Reihe wissenschaftlicher Entdeckungen und Publikationen (Auswahl):
Neuromuskuläre Erkrankungen
- Erstmalige Isolierung menschlicher autoimmuner T-Lymphozyten bei Myasthenia Gravis[17]
- Beschreibung einer Sonderform der Polymyositis, die durch autoaggressive gamma-delta T-Lymphozyten hervorgerufen wird[18][19][20]

Multiple Sklerose (MS)
- Nachweis, dass menschliche T-Lymphozyten neurotrophe Faktoren produzieren[21]
- Wirkungsmechanismus von Glatiramer-Azetat (Copolymer-1)[22]
- Nachweis, dass Plasmazellen im Liquor cerebrospinalis die MS-typischen oligoklonalen Antikörper („oligoklonale Banden“) produzieren[23]
- Identifizierung neuer Autoantigen-Kandidaten bei MS[24][25]

Untersuchungen bei monozygoten, MS-diskordanten Zwillingspaaren
- Nachweis, dass Bakterien der Darmflora von an MS erkrankten Zwillingen im Tiermodell eine MS-ähnliche Erkrankung induzieren[26][27]
- Nachweis, dass bereits im Vorläuferstadium der MS alle Komponenten des adaptiven Immunsystems (CD4+ T-Lymphozyten, CD8+ T-Lymphozyten und B-Lymphozyten) aktiviert sind[28][29][30]

Hohlfeld ist und war Mitglied von Herausgebergremien diverser hochrangiger wissenschaftlicher Zeitschriften seines Fachgebiets wie Brain, Multiple Sclerosis Journal, Neurology und anderen. In internationalen Fachgesellschaften wie der European Academy of Neurology, der International Society for Neuroimmunology, der Multiple Sclerosis International Federation und der Progressive MS Alliance war er als Mitglied in führenden Funktionen aktiv.

## Auszeichnungen
- 1980 Claude-Bernard-Preis
- 1983 Duchenne-Erb Preis der Deutschen Gesellschaft für Muskelkranke
- 1983 Heinz Maier-Leibnitz-Preis der Deutschen Forschungsgemeinschaft[31]
- 1991 Sanofi-Preis der Deutschen Gesellschaft für Muskelkranke
- 2004 Sobek-Preis für Multiple Sklerose-Forschung[32]
- 2006 Käte Hammersen-Preis der Deutschen Multiple Sklerose Gesellschaft (DMSG)
- 2016 Ursula Späth-Preis der AMSEL-Stiftung[33]
- 2019 Wolfgang-Peisser-Medaille der Medizinischen Fakultät der Ludwig-Maximilians-Universität München

## Ehrentitel und Mitgliedschaften
- 1999 Ehrenmitglied der Belgischen Neurologischen Gesellschaft
- 2005 Mitglied der Nationalen Akademie der Wissenschaften Leopoldina[34]
- 2006 Externes Mitglied der Max-Planck-Gesellschaft[5]
- 2019 Ehrenpromotion Universität Bochum[35]
- 2019 Ehrenmitgliedschaft im Ärztlichen Beirat der Deutschen Multiple Sklerose Gesellschaft[36]
- 2020 Mitglied im Magischen Zirkel von Deutschland[13]